# Gasparine Becheroni
Gaspera Becheroni, senare Gallodier, född 1728, död 1784, var en italiensk operasångerska som tillbringade en del av sin karriär i Sverige.

## Biografi och karriär
Gasparine Becheroni uppges komma från Florens och började där som dansare 1740. Under eller efter 1741 blev hon sångerska i bröderna Angelo och Pietro Mingottis operasällskap, som turnerade i Europa. Mellan 1745 och 1748 var sällskapet aktivt i Hamburg. Under den tiden hade Becheroni ett förhållande med den engelske konsuln Cyrill Wyche. Hon reste till Köpenhamn i slutet av 1748. Där arbetade hon med komponisten Gluck, med vilken hon inledde en förbindelse.
Becheroni var verksam som medlem av det italienska operasällskap som år 1754 anlände till Sverige för att uppträda vid det kungliga hovet på Drottningholm. Hon gifte sig 1762 i Stockholm med balettdansaren Louis Gallodier.
År 1772–1773, då Gustav III skulle organisera den svenska Operan och sökte efter vokalister, övervägdes hon - då Gasparine Gallodier - som artist och uppbar då fortfarande statlig lön som hovsångerska: 
"På stat aflönades italienska sångerskorna Gallodier och Uttini, men deras år, deras figur, deras språk – allt talade mot dem. En Tyska, fru Keijserin, hvilken äfven var betald som sångerska, men i sin ungdom spelat en mycket angenämare roll, var 70 år gammal och otjänlig." 
Gasparine Becheroni avled i Sverige.